# Box-office des films d'animation Blue Sky Studios
Cet article présente le Box-office des films d'animation produits par Blue Sky Studios, filiale de la 20th Century Studios et désormais propriété de The Walt Disney Company.
La couleur       indique les films en cours de diffusion dans les salles.

## Box-office mondial
| Rang | Titre                                       | Année | Recettes      | Rentabilité |
| ---- | ------------------------------------------- | ----- | ------------- | ----------- |
| 1    | L'Âge de glace 3 - Le Temps des Dinosaures  | 2009  | 886 686 817 $ | 985 %       |
| 2    | L'Âge de glace 4 - La Dérive des continents | 2012  | 877 244 782 $ | 923 %       |
| 3    | L'Âge de glace 2                            | 2006  | 667 094 506 $ | 826 %       |
| 4    | Rio 2                                       | 2014  | 498 781 117 $ | 486 %       |
| 5    | Rio                                         | 2011  | 483 866 772 $ | 539 %       |
| 6    | L'Âge de glace : Les Lois de l'Univers      | 2016  | 408 754 975 $ | 389 %       |
| 7    | L'Âge de glace                              | 2002  | 383 257 136 $ | 650 %       |
| 8    | Horton                                      | 2008  | 298 572 799 $ | 350 %       |
| 9    | Ferdinand                                   | 2017  | 296 069 199 $ | 267 %       |
| 10   | Epic : La Bataille du royaume secret        | 2013  | 268 426 634 $ | 289 %       |
| 11   | Robots                                      | 2005  | 262 511 490 $ | 348 %       |
| 12   | Snoopy et les Peanuts, le film              | 2015  | 246 233 113 $ | 249 %       |
| 13   | Les Incognitos                              | 2019  | 171 616 764 $ | 172 %       |

## Box-office international
| Rang | Titre                                       | Année | Recettes      |
| ---- | ------------------------------------------- | ----- | ------------- |
| 1    | L'Âge de glace 4 - La Dérive des continents | 2012  | 715 922 939 $ |
| 2    | L'Âge de glace 3 - Le Temps des Dinosaures  | 2009  | 690 113 112 $ |
| 3    | L'Âge de glace 2                            | 2006  | 465 610 159 $ |
| 4    | Rio 2                                       | 2014  | 368 563 537 $ |
| 5    | L'Âge de glace : Les Lois de l'Univers      | 2016  | 344 516 030 $ |
| 6    | Rio                                         | 2011  | 341 015 951 $ |
| 7    | Ferdinand                                   | 2017  | 211 658 819 $ |
| 8    | L'Âge de glace                              | 2002  | 206 869 731 $ |
| 9    | Epic : La Bataille du royaume secret        | 2013  | 160 907 952 $ |
| 10   | Horton                                      | 2008  | 142 608 575 $ |
| 11   | Robots                                      | 2005  | 132 518 318 $ |
| 12   | Snoopy et les Peanuts, le film              | 2015  | 116 054 702 $ |
| 13   | Les Incognitos                              | 2019  | 104 859 751 $ |

## Box-office États-Unis

### Plus grosses combinaisons de salles
| Rang | Titre                                       | Année | Salles Max. |
| ---- | ------------------------------------------- | ----- | ----------- |
| 1    | L'Âge de glace 3 - Le Temps des Dinosaures  | 2009  | 4 102       |
| 2    | L'Âge de glace : Les Lois de l'Univers      | 2016  | 3 997       |
| 3    | Rio 2                                       | 2014  | 3 975       |
| 4    | L'Âge de glace 2                            | 2006  | 3 969       |
| 5    | Horton                                      | 2008  | 3 961       |
| 6    | Snoopy et les Peanuts, le film              | 2015  | 3 902       |
| 7    | Epic : La Bataille du royaume secret        | 2013  | 3 894       |
| 8    | L'Âge de glace 4 - La Dérive des continents | 2012  | 3 886       |
| 9    | Rio                                         | 2011  | 3 842       |
| 10   | Robots                                      | 2005  | 3 776       |
| 11   | Ferdinand                                   | 2017  | 3 630       |
| 12   | Les Incognitos                              | 2019  | 3 502       |
| 13   | L'Âge de glace                              | 2002  | 3 345       |

### Box-office général
| Rang | Titre                                       | Année | Recettes      | Entrées    |
| ---- | ------------------------------------------- | ----- | ------------- | ---------- |
| 1    | L'Âge de glace 3 - Le Temps des Dinosaures  | 2009  | 196 573 705 $ | 26 346 500 |
| 2    | L'Âge de glace 2                            | 2006  | 195 330 621 $ | 29 821 500 |
| 3    | L'Âge de glace                              | 2002  | 176 387 405 $ | 30 359 300 |
| 4    | L'Âge de glace 4 - La Dérive des continents | 2012  | 161 321 843 $ | 20 724 500 |
| 5    | Horton                                      | 2008  | 154 529 439 $ | 21 522 200 |
| 6    | Rio                                         | 2011  | 143 619 809 $ | 17 825 600 |
| 7    | Rio 2                                       | 2014  | 131 538 435 $ | 15 805 200 |
| 8    | Snoopy et les Peanuts, le film              | 2015  | 130 178 411 $ | 14 963 000 |
| 9    | Robots                                      | 2005  | 128 200 012 $ | 20 000 000 |
| 10   | Epic : La Bataille du royaume secret        | 2013  | 107 518 682 $ | 12 830 400 |
| 11   | Ferdinand                                   | 2017  | 84 410 380 $  | 9 205 100  |
| 12   | Les Incognitos                              | 2019  | 66 757 013 $  | 7 409 000  |
| 13   | L'Âge de glace : Les Lois de l'Univers      | 2016  | 64 063 008 $  | 7 528 000  |

## Box-office France

### Plus grosses combinaisons de salles
| Rang | Titre                                       | Année | Salles Max. |
| ---- | ------------------------------------------- | ----- | ----------- |
| 1    | L'Âge de glace 2                            | 2006  | 863         |
| 2    | L'Âge de glace 4 - La Dérive des continents | 2012  | 841         |
| 3    | Rio 2                                       | 2011  | 797         |
| 4    | L'Âge de glace 3 - Le Temps des Dinosaures  | 2009  | 783         |
| 5    | L'Âge de glace : Les Lois de l'Univers      | 2016  | 761         |
| 6    | Robots                                      | 2005  | 737         |
| 7    | Horton                                      | 2008  | 708         |
| 8    | Les Incognitos                              | 2019  | 681         |
| 9    | Rio                                         | 2011  | 667         |
| 10   | L'Âge de glace                              | 2002  | 651         |
| 11   | Epic : La Bataille du royaume secret        | 2013  | 629         |
| 12   | Ferdinand                                   | 2017  | 602         |
| 13   | Snoopy et les Peanuts, le film              | 2015  | 594         |

### Box-office général
| Rang | Titre                                       | Année | Entrées   |
| ---- | ------------------------------------------- | ----- | --------- |
| 1    | L'Âge de glace 3 - Le Temps des Dinosaures  | 2009  | 7 803 757 |
| 2    | L'Âge de glace 2                            | 2006  | 6 642 528 |
| 3    | L'Âge de glace 4 - La Dérive des continents | 2012  | 6 588 883 |
| 4    | L'Âge de glace : Les Lois de l'Univers      | 2016  | 3 500 084 |
| 5    | Rio 2                                       | 2014  | 3 261 547 |
| 6    | L'Âge de glace                              | 2002  | 3 058 970 |
| 7    | Ferdinand                                   | 2017  | 2 437 076 |
| 8    | Rio                                         | 2011  | 2 376 481 |
| 9    | Horton                                      | 2008  | 1 672 006 |
| 10   | Epic : La Bataille du royaume secret        | 2013  | 1 211 919 |
| 11   | Les Incognitos                              | 2019  | 1 130 584 |
| 12   | Robots                                      | 2005  | 1 126 593 |
| 13   | Snoopy et les Peanuts, le film              | 2015  | 829 536   |

## Budgets
| Rang | Titre                                       | Année | Budget de production |
| ---- | ------------------------------------------- | ----- | -------------------- |
| 1    | Ferdinand                                   | 2017  | 111 000 000 $        |
| 2    | L'Âge de glace : Les Lois de l'Univers      | 2016  | 105 000 000 $        |
| 3    | Rio 2                                       | 2014  | 103 000 000 $        |
| 4    | Les Incognitos                              | 2019  | 100 000 000 $        |
| 5    | Snoopy et les Peanuts, le film              | 2015  | 99 000 000 $         |
| 6    | L'Âge de glace 4 - La Dérive des continents | 2012  | 95 000 000 $         |
| 7    | Epic : La Bataille du royaume secret        | 2013  | 93 000 000 $         |
| 8    | L'Âge de glace 3 - Le Temps des Dinosaures  | 2009  | 90 000 000 $         |
| 8    | Rio                                         | 2011  | 90 000 000 $         |
| 10   | Horton                                      | 2008  | 85 000 000 $         |
| 11   | L'Âge de glace 2                            | 2006  | 80 000 000 $         |
| 12   | Robots                                      | 2005  | 75 000 000 $         |
| 13   | L'Âge de glace                              | 2002  | 59 000 000 $         |